# イケメン王宮◆真夜中のシンデレラ
『イケメン王宮◆真夜中のシンデレラ』（イケメンおうきゅう まよなかのシンデレラ）は、2012年9月26日にGREE（のち
App Store、Google Play、Ameba、dゲーム、GREE、mobage）でサービス開始された女性向け恋愛ゲーム。サイバードの提供する「イケメンシリーズ」のゲーム作品のひとつとして展開している。略称は「王宮」「旧宮」など。対して続編『100日間のプリンセス◆もうひとつのイケメン王宮』は「新宮」「100プリ」などと呼ばれる。

## 登場人物
声はゲームの声優 / 演は舞台の俳優。
アラン＝クロフォード
声 - 石川界人 / 演 - 大海将一郎
ルイ＝ハワード
声 - 立花慎之介 / 演 - 荒一陽
ジル＝クリストフ
声 - 間島淳司 / 演 - 塩口量平
レオ＝クロフォード
声 - 日野聡 / 演 - 結城伽寿也
ゼノ＝ジェラルド
声 - 小西克幸 / 演 - 髙﨑俊吾
ユーリ＝ノルベルト
声 - 小林裕介 / 演 - 石井涼太
ロベール＝ブランシェ
声 - 峯暢也
シド
声 - 竹内良太
あなた（プレイヤー）
演 - 久保早里奈
ゲームの主人公。舞台での役名はプリンセス。

## 舞台

### ミュージカル『イケメン王宮◆真夜中のシンデレラ』
- 2017年1月14日 - 22日：あうるすぽっと

スタッフ
- 脚本：喜多村太綱
- 演出：鄭光誠
- 音楽：印南俊太朗

### イケメンシリーズ THE STAGE ～世界を駆けて、祝祭を～
イケメンシリーズの舞台作品のクロスオーバー作品。

イケメン王宮からは、アラン=クロフォード が登場（ただし、声の出演のみ）。キャストはミュージカルから変更なし。
- 2022年9月24日 - 28日：シアター1010

スタッフ
- 脚本 - 伊勢直弘・早川康介
- 演出 - 早川康介

## 関連商品

### ドラマCD
- 「イケメン王宮◆真夜中のシンデレラ」vol.1～アラン・ルイ編～（2016年10月26日発売）FFCG-0044[4]
- 「イケメン王宮◆真夜中のシンデレラ」vol.2～ジル・レオ・ゼノ編～（2016年11月9日発売）FFCG-45

### DVD
- 「ミュージカル イケメン王宮 真夜中のシンデレラ」（2016年8月23日発売）DEG-116

### 書籍

#### 漫画
- 「イケメン王宮 Another Side 放課後のシンデレラ」（著：梅澤麻里奈、原案：わだめ(CYBIRD) 、Sho-Comi連載、小学館、2015年2月26日発売）ISBN 978-4091366566

#### 小説
- 「イケメン王宮 おとぎの国のプリンセス」（著：藤並みなと、監修：Ayaka(CYBIRD)、挿絵：IRIASU、角川ビーンズ文庫、2015年9月30日発売）ISBN 978-4041029466

#### ファンブック
- 「イケメンシリーズ 公式ファンブック」（宝島社、2016年4月9日発売）ISBN 978-4800252135
- 「「イケメン王宮◆真夜中のシンデレラ」「100日間のプリンセス◆もうひとつのイケメン王宮」公式ビジュアルファンブック」（CYBIRD BOOKS、2019年12月5日発売）ISBN 978-4904047941

## 続編（100日間のプリンセス）
2014年4月30日より続編となる『100日間のプリンセス◆もうひとつのイケメン王宮』がサービス開始された。

### 追加された人物
カイン＝ロッシュ（Cain Roches）
声 - KEEN
ノア＝レオンハート（Noah Leonhart）
声 - 白井悠介
クロード＝ブラック（Claude Braque）
声 - 佐藤拓也
アルバート＝ブルクハート（Albert Burkhardt）
声 - 手塚ヒロミチ